# Campeonato Latinoamericano AAA
Il Campeonato Latinoamericano AAA è un campionato di wrestling all'interno della Lucha Libre AAA Worldwide. Questo particolare titolo è riservato agli Star Fighters all'interno della promozione ed è il secondo più importante dietro il AAA Mega Championship.

## Storia
Il 18 maggio 2011, durante l'invasione dei lottatori della Total Nonstop Action Wrestling all'Asistencia Asesoría y Administración, Dorian Roldán insieme a Jeff Jarrett annunciò che il wrestler americano Rob Van Dam sarebbe arrivato in Messico il 18 giugno 2011 per affrontare il Dr. Wagner Jr. per il Campionato Latinoamericano AAA. Durante la TripleManía XIX, Wagner sconfisse Rob Van Dam dopo aver applicato un DDT su una sedia d'acciaio, diventando così il primo campione.

## Albo d'oro
Statistiche aggiornate al 14 marzo 2025.
| #  | Campione             | Regno | Data             | Giorni | Località                         | Evento                              | Note |
| -- | -------------------- | ----- | ---------------- | ------ | -------------------------------- | ----------------------------------- | --- |
| 1  | Dr. Wagner Jr.       | 1     | 18 giugno 2011   | 181    | Città del Messico                | Triplemanía XIX                     | Dr. Wagner Jr. sconfisse Rob Van Dam |
| 2  | L.A. Park            | 1     | 16 dicembre 2011 | 524    | Puebla, Puebla                   | Guerra de Titanes                   | |
| –  | Vacante              | —     | 23 maggio 2013   | —      | —                                | —                                   | Il campionato è stato annullato dopo che L.A. Park ha lasciato la AAA. |
| 3  | Blue Demon Jr.       | 1     | 16 giugno 2013   | 273    | Città del Messico                | Triplemanía XXI                     | Blue Demon Jr. sconfisse El Mesías per vincere il campionato vacante. |
| –  | Vacante              | —     | 16 marzo 2014    | —      | Monterrey, Nuevo León            | Rey de Reyes                        | Il campionato è stato annullato perché Blue Demon Jr. non ha potuto presenziare alla difesa del titolo programmata. |
| 4  | Chessman             | 1     | 16 marzo 2014    | 533    | Monterrey, Nuevo León            | Rey de Reyes                        | Chessman sconfisse Villano IV per vincere il campionato vacante. |
| 5  | Psycho Clown         | 1     | 31 agosto 2015   | 307    | Tehuacán, Puebla                 | AAA Sin Límite                      | |
| 6  | Pentagón Jr.         | 1     | 3 luglio 2016    | 56     | Ecatepec, Stato del Messico      | AAA Sin Límite                      | |
| 7  | Johnny Mundo         | 1     | 28 agosto 2016   | 399    | Città del Messico                | Triplemanía XXIV                    | |
| 8  | El Hijo del Fantasma | 1     | 1 ottobre 2017   | 427    | San Luis Potosí, San Luis Potosí | Héroes Inmortales XI                | Si è trattato di una sfida campale tra 14 giocatori, disputata anche per la Copa Antonio Peña del 2017. |
| 9  | Drago                | 1     | 2 dicembre 2018  | 321    | Aguascalientes, Aguascalientes   | Guerra de Titanes (Dicembre)        | |
| 10 | Daga                 | 1     | 19 ottobre 2019  | 553    | Orizaba, Veracruz                | Héroes Inmortales XIII              | |
| –  | Vacante              | —     | 24 aprile 2021   | —      | —                                | —                                   | Il campionato è stato annullato perché Daga ha rinunciato al titolo per questioni ajenas. |
| 11 | Taurus               | 1     | 1 maggio 2021    | 413    | Cholula, Puebla                  | Rey de Reyes                        | Taurus sconfisse Octagón Jr.e Villano III Jr. per vincere il campionato vacante. |
| 12 | Fénix                | 1     | 18 giugno 2022   | 394    | Tijuana, Bassa California        | Triplemanía XXX: Tijuana            | Si è trattato di un incontro "il vincitore prende tutto", in cui era in palio anche il titolo di campione del mondo dei pesi massimi leggeri AAA tra il campione in carica Taurus, Bandido, El Hijo del Vikingo e Laredo Kid. |
| –  | Vacante              | —     | 17 luglio 2023   | —      | —                                | —                                   | Fénix rinunciò al campionato e abbandonò la AAA a causa dei suoi impegni con altre promozioni. |
| 13 | QT Marshall          | 1     | 1 maggio 2021    | 99     | Città del Messico                | Triplemanía XXXI: Città del Messico | Si è trattato di un incontro a quattro per il titolo vacante tra Pentagón Jr., Dralístico e Texano Jr. |
| 14 | Octagón Jr.          | 1     | 19 novembre 2023 | 357    | Ciudad Juárez, Chihuahua         | Guerra de Titanes                   | |
| 15 | El Mesias            | 1     | 10 novembre 2024 | 124+   | Ciudad Juárez, Chihuahua         | Guerra de Titanes                   | |